# Sardhana
Sardhana là một thành phố và là nơi đặt ban đô thị (municipal board) của quận Meerut thuộc bang Uttar Pradesh, Ấn Độ.

## Địa lý
Sardhana có vị trí 29°09′B 77°37′Đ / 29,15°B 77,62°Đ Nó có độ cao trung bình là 226 mét (741 feet).

## Nhân khẩu
Theo điều tra dân số năm 2001 của Ấn Độ, Sardhana có dân số 47.970 người. Phái nam chiếm 52% tổng số dân và phái nữ chiếm 48%. Sardhana có tỷ lệ 48% biết đọc biết viết, thấp hơn tỷ lệ trung bình toàn quốc là 59,5%: tỷ lệ cho phái nam là 55%, và tỷ lệ cho phái nữ là 40%. Tại Sardhana, 18% dân số nhỏ hơn 6 tuổi.